# فورد ۳۰۰
فورد ۳۰۰ (انگلیسی: Ford 300) یک خودروی سایز بزرگ است که در ایالات متحده توسط فورد فقط در سال ۱۹۶۳ ساخته شده است. این خودرو به عنوان نسخه ارزان قیمت فورد گلکسی ساخته شده بود و بسیاری از امکانات گلکسی در این خودرو حذف شده است. این خودرو در نسخه‌های ۲ در سدان و سدان ۴ در ساخته می‌شد.